# Elwood Hillis
Elwood Haynes Hillis (Kokomo, 6 marzo 1926 – Windsor, 4 gennaio 2023) è stato un politico statunitense, membro della Camera dei Rappresentanti per lo stato dell'Indiana dal 1971 al 1987.

## Biografia
Nato a Kokomo, Hillis si laureò in legge all'Università dell'Indiana. Dal 1944 al 1946 prestò servizio militare nell'esercito, poi svolse la professione di avvocato finché entrò in politica con il Partito Repubblicano.
Nel 1970 si candidò alla Camera dei Rappresentanti e riuscì ad essere eletto, venendo poi riconfermato per altri sette mandati negli anni successivi. Nel 1986 decise di non candidarsi nuovamente e lasciò il Congresso dopo sedici anni di permanenza.